# Šibenik
Šibenik je jedan od najstarijih hrvatskih samorodnih gradova na Jadranu, glavni grad te kulturno, obrazovno, upravno i gospodarsko središte Šibensko-kninske županije. Sjedište je Šibenske biskupije.
Prvi put se spominje na Božić 1066. u darovnici Petra Krešimira IV. pa se naziva i Krešimirovim gradom. Do epidemije kuge polovicom 17. stoljeća bio je najveći grad na cijeloj istočnoj obali Jadrana. Šibenik je de facto bio glavni grad Hrvatske od prosinca 1944. do svibnja 1945. godine. Značajan je i kao mjesto osnivanja Hrvatske ratne mornarice.
Katedrala sv. Jakova najznačajnije je graditeljsko ostvarenje 15. i 16. st. na tlu Hrvatske. Zbog svojih iznimnih vrijednosti 2000. godine uvrštena je u UNESCO-ov popis svjetskog kulturnog nasljeđa kojoj se 2017. godine, na tom popisu, pridružila i utvrda sv. Nikole.

## Zemljopis
Geografski smještaj: Šibenik se nalazi na 43˚44' sjeverne geografske širine i 15˚55' istočne geografske dužine. Geografski položaj: grad leži amfiteatarski oko Šibenskoga zaljeva (jedna od najboljih jadranskih prirodnih luka), na brežuljcima Trtara (496 m), nedaleko od utoka Krke u more. Sa Zadrom na sjeverozapadu (udaljen 79 km) i Splitom na jugoistoku (80 km) povezan je Jadranskom magistralom, autocestom i željezničkom prugom. Trajektnim vezama povezan je sa šibenskim otocima (Prvić, Zlarin, Žirje, Kaprije, Obonjan). Reljef obilježava vrlo razvedena obala, širok pojas zaleđa primorsko-dinarskog krša Zagore, brdsko-planinski prostor sa zavalom Plavno i plodnim poljima u kršu – Kninsko, Kosovo i Petrovo polje te sjevernom zaravni Bukovica s Prominom, kanjonom rijeka Krke i Čikole te Miljevcima.
Krajobraz je raznolik, a more je najveće bogatstvo i osnovni prirodni izvor koji određuje gospodarsku osnovu. Zračna duljina obale je 56,2 km, a stvarna čak 805,9 km. Na području županije nalaze se dva nacionalna parka, Krka i Kornati te jugoistočni (manji) dio parka prirode Vransko jezero. Prosječna gustoća naseljenosti je 51,5 st. na km2.

## Meteorološke značajke
U primorskom dijelu klima je izrazito sredozemna, a njezin je veliki utjecaj i na kontinentskom prostoru. Na obalnome prostoru vrlo je visoka srednja godišnja osunčanost (2710 sati), prema unutrašnjosti insolacija se smanjuje. Temperature su ljeti relativno visoke, međutim ublažuje ih ugodan vjetar maestral koji puše s mora na kopno. Uz obalu su zime umjerene ili blage. Oborina je najviše zimi, a ljeta su pretežno suha. Ukupna godišnja količina oborina je 803 mm. U najvećem dijelu šibenskog kraja prevladavaju bura i jugo, uz obalni pojas ljeti osvježavajući maestral.

## Stanovništvo

### Popis 2021.
Prvi rezultati popisa iz 2021. godine govore da je broj stanovika Šibenika u daljnjem opadanju i da je pao na 42.599, što je manje nego što ih je bilo na popisu 1961. godine. Broj stanovnika gradskog naselja Šibenik je na razini iz 1971. godine i iznosi 31.115 stanovnika.

### Popis 2011.
Prema popisu stanovništva iz 2011. Grad Šibenik ima 46.332 stanovnika, a samo naselje Šibenik 34.302 stanovnika. 
Nacionalni sastav stanovnika: Hrvati 94,6 %, slijede Srbi zastupljeni s 3,1 %.
Stanovnišvo prema vjeri: katolici 88 %, pravoslavci 3 %, ateisti, agnostici, neizjašnjeni 7,5 %.
Prosječna starost građana grada Šibenika iznosi 43,4 godine, s tim da je taj prosjek za Šibenčanke veći i iznosi 44,8, a za Šibenčane 41,8 godina. Šibenčanki ima 23.924, a Šibenčana 22.408.

### Popis 2001.
Prema popisu stanovništva iz 2001. Šibenik ima 51.553 stanovnika. Nacionalni sastav stanovnika: Hrvati 94 %, slijede Srbi zastupljeni s 3 %.

### Popis 1991.
Popis stanovništva 1991. je temeljen na drugim lokalnim jedinicama pa je teže uspoređivati podatke za tadašnju općinu Šibenik koja je zauzimala skoro pola Šibensko-kninske županije. Općina Šibenik je tada imala 85.002 stanovnika, od toga 84 % Hrvata, 10,5 % Srba te 1,2 % Jugoslavena. Ako se gleda samo grad Šibenik, on ima 41.012 građana, od toga 83,5 % Hrvata, 9,5 % Srba te 1,9 % Jugoslavena. Ako gradu dodamo naselja koja sada spadaju pod Grad Šibenik broj stanovnika bi bio 55.842.
| broj stanovnika | 15269 | 17245 | 17908 | 19572 | 23528 | 28514 | 31735 | 34952 | 33343 | 37161 | 44440 | 47122 | 51445 | 55842 | 51553 | 46332 | 42599 |
|                 | 1857. | 1869. | 1880. | 1890. | 1900. | 1910. | 1921. | 1931. | 1948. | 1953. | 1961. | 1971. | 1981. | 1991. | 2001. | 2011. | 2021. |

| broj stanovnika | 6783  | 6821  | 8015  | 8877  | 11440 | 14195 | 16294 | 17669 | 16123 | 18718 | 25645 | 30637 | 36952 | 41012 | 37060 | 34302 | 31115 |
|                 | 1857. | 1869. | 1880. | 1890. | 1900. | 1910. | 1921. | 1931. | 1948. | 1953. | 1961. | 1971. | 1981. | 1991. | 2001. | 2011. | 2021. |

## Uprava i politika

### Politika
Gradsko vijeće Grada Šibenika čini 21 vijećnik; prema posljednje održanim lokalnim izborima 16. svibnja 2021., njih devet članovi su Hrvatske demokratske zajednice, četiri Nezavisne liste Stipe Petrina te koalicije Socijaldemokratske partije i Nove ljevice, dva Hrvatskih suverenista te je jedan član Domovinskog pokreta.
Predsjednik trenutnog saziva vijeća konstituiranog 16. lipnja 2021. je Dragan Zlatović (HDZ), a potpredsjednici su Dario Kulušić (HDZ) i Tonči Restović (SDP).
Gradonačelničku dužnost od prvih hrvatskih lokalnih izbora održanih 1993. godine obnašali su Ante Šupuk kao nezavisni gradonačelnik s podrškom koalicije HDZ-a i HSLS-a (1993. – 1997.), Franko Čeko (HDZ) (1997. – 2001.), Milan Arnautović ispred koalicije SDP-a i HNS-a (2001. – 2004.), Nedjeljka Klarić (HDZ) (2004. – 2009.) te Ante Županović kao nezavisni gradonačelnik s podrškom koalicije SDP-a i HNS-a (2009. – 2013.). Trenutačni je gradonačelnik Željko Burić (HDZ), a dužnost obnaša od 10. lipnja 2013. godine.
Od prvih lokalnih izbora 1993. Vlada Republike Hrvatske u dva je navrata prijevremeno raspuštala šibensko gradsko vijeće te isto toliko puta imenovala svoje povjerenike za Grad Šibenik; Paško Višić imenovan je povjerenikom vlade za Grad Šibenik u veljači 2001. do lokalnih izbora iste godine, dok je u veljači 2004. nakon izglasavanja nepovjerenja vodećoj koaliciji SDP-a i HNS-a, povjerenikom vlade imenovan Mirko Goreta, koji je tu dužnost obnašao do prijevremenih izbora u travnju iste godine.

### Gradska naselja
Grad Šibenik sastoji se od 32 naselja:
- Boraja, 249 stan.
- Brnjica, 72 stan.
- Brodarica, 2534 stan.
- Čvrljevo, 64 stan.
- Danilo, 376 stan.
- Danilo Biranj, 442 stan.
- Danilo Kraljice, 104 stan.
- Donje Polje, 267 stan.
- Dubrava kod Šibenika, 1185 stan.
- Goriš, 147 stan.
- Gradina, 303 stan.
- Grebaštica, 937 stan.
- Jadrtovac, 171 stan.
- Kaprije, 189 stan.
- Konjevrate, 173 stan.
- Krapanj, 170 stan.
- Lepenica, 68 stan.
- Lozovac, 368 stan.
- Mravnica, 70 stan.
- Perković, 111 stan.
- Podine, 26 stan.
- Radonić, 79 stan.
- Raslina, 567 stan.
- Sitno Donje, 561 stan.
- Slivno, 110 stan.
- Šibenik, 34.302 stan.
- Vrpolje, 776 stan.
- Vrsno, 67 stan.
- Zaton, 978 stan.
- Zlarin, 284 stan.
- Žaborić, 479 stan.
- Žirje, 103 stan.

### Gradske četvrti
Na području naselja Šibenik nalazi se 16 gradskih četvrti:
- Baldekin I
- Baldekin II - Škopinac
- Baldekin III
- Crnica
- Građa
- Jadrija
- Mandalina
- Meterize
- Plišac
- Ražine
- Ražine Donje
- Stari grad
- Šubićevac
- Varoš
- Vidici
- Zablaće

### Mjesni odbori
Na području ostalih naselja Grada Šibenika nalazi se 29 mjesnih odbora:
- Boraja
- Brnjica
- Brodarica
- Danilo
- Danilo Biranj
- Danilo Kraljice
- Donje Polje
- Dubrava kod Šibenika
- Goriš
- Gradina
- Grebaštica Donja
- Grebaštica Gornja
- Jadrtovac
- Kaprije
- Konjevrate
- Krapanj
- Lepenica
- Lozovac
- Mravnica
- Perković
- Podine
- Raslina
- Sitno Donje
- Slivno
- Vrpolje
- Vrsno
- Zaton
- Zlarin
- Žaborić
- Žirje

## Povijest

### Prapovijest
Tarion je bio drevni grad smješten na području između rijeke Krke na sjeveru i rta Ploče na jugu granajući se uz obalu. Tarion je prema Plinijevim zabilješkama bio mjesto naroda Tariota koji su bili domorodački narod. Prema Plinijevim zapisima Tarioti su pretežito prakticirali pastirski način života što se može utvrditi arheološkim ostacima posvećenim bogu Silvanu. Dakako, uz pastirski način života njihova geo pozicija im je omogućavala povezanost s drugim važnim gradovima tog doba poput Danila te kvalitetnu cestovnu povezanost zbog čega je bila značajna za same Rimljane i narod koji je živio na tom području.

### Osnutak i srednji vijek
Šibenik je jedan od najstarijih samorodnih hrvatskih gradova na Jadranu. O najstarijoj povijesti Šibenika, odnosno o točnoj vremenskoj odrednici njegova osnutka, ne zna se mnogo. Prema trenutnim znanstvenim otkrićima, pretpostavlja se da je utemeljen u doba kneza Domagoja u 9. stoljeću. Isprva se razvijao kao utvrda (castrum) sa starijim predgrađem (suburbium) na području Dolca i mlađim na istočnoj strani kaštela, gdje je u 12. stoljeću sagrađena crkva sv. Krševana, oko koje se poslije razvila jezgra srednjovjekovnoga grada. Šibenik je pripadao skupini tzv. hrvatskih gradova, a izniknuo je na brijegu 70 m iznad mora (današnja tvrđava sv. Mihovila). Na području Šibenika, do danas nisu pronađeni nikakvi tragovi antičke urbane tradicije, ali postoje određene naznake života u kasnoantičko doba. Prvi se put spominje na Božić 1066. kada je kralj Petar Krešimir IV., na zboru visokih državnih i crkvenih dostojanstvenika izdao ispravu kojom daje kraljevsku slobodu i zaštitu benediktinskom samostanu svete Marije u Zadru. Upravo u to doba došlo je do jačanja Šibenika, u okviru kraljeva nastojanja da uz pomoć hrvatskih gradova stvori protutežu romanskim gradovima bizantske teme Dalmacije. Nakon bitke s ugarskom vojskom na Petrovoj gori 1097. i pogibije hrvatskog vladara Petra Snačića, Šibenik je 1105. priznao vlast hrvatsko-ugarskoga kralja Kolomana.
U razdoblju nakon gubitka narodnog vladara na hrvatskom prijestolju, za vlast nad Šibenikom neprestano su se do 1180. borili Venecija, Bizant i Arpadovići. U 12. stoljeću u pravnom je smislu bio utvrđeno naselje (castrum, oppidum), a ne grad (civitas) pa su njegova buduća nastojanja bila usmjerena prema postizanju civiteta, čime bi dostigao druge dalmatinske gradove (poput Zadra, Trogira i Splita). 1169. od ugarskog kralja Stjepana III. Šibenik dobiva status grada i pravo na kovanje novca. No tek nakon ogorčenih sporova i duge borbe s Trogirom, Šibenik uspijeva izboriti vlastitu biskupiju te je 1298. osnovana šibenska biskupija – pravi status grada u srednjem vijeku. Šibenska biskupija ustanovljena je bulom pape Bonifacija VIII., dana 1. svibnja 1298. godine. Sam čin ustanovljenja obavljen je u Šibeniku 28. lipnja iste godine te je tako proglašena Papina bula i posvećen prvi biskup fra Martin Rabljanin. Za stolnu crkvu određena je tadašnja crkva sv. Jakova apostola. Ona je uništena požarom 1380. Ubrzo se počelo razmišljati o gradnji nove, veće katedrale.
Od kraja 13. stoljeća Šibenik je priznavao vlast hrvatskih knezova, isprva kneza Domalda (1200. – 1226.), a zatim bribirskih knezova (do 1322.). Za vladavine potonjih Šibenik je postao biskupskim sjedištem te je stekao civitet, ali je gospodarski zaostajao zbog teških nameta i obveza. Bio je to uzrok izbijanja pobune protiv vlasti bribirskih; tada se uz potporu Mletačke Republike grad uspio othrvati vlasti Mladena II., ali je naposljetku izgubio autonomiju i pravo slobodnog izbora kneza, kojega su od tada birali Mlečani. Grad ponovno dolazi pod anžuvinsku vlast nakon poraza Mletačke Republike u ratu s Ludovikom I. Anžuvincem i potpisivanja mira u Zadru (1358.). Od 1390. zajedno s ostalim gradovima Dalmacije (osim Zadra) priznavao je vlast bosanskoga kralja Tvrtka I. Kotromanića, a početkom 15. stoljeća bosanskoga vojvode Hrvoja Vukčića Hrvatinića i kralja Ladislava Napuljskoga.
- Spomenik Petra Krešimira IV. u šibenskom Perivoju Roberta Visianija
- Sv. Krševan, najstariji sačuvani sakralni objekt u Šibeniku
- Prvi spomen Šibenika, povelja kralja Petra Krešimira IV. iz 1066.
- Sv. Mihovil, svetac zaštitnik Šibenika, gotička skulptura s gradskih zidina

### Mletačka uprava
Na prve vijesti o prodaji Dalmacije Veneciji početkom srpnja 1409. godine, Šibenčani brzo reagiraju. Odlukom Velikog vijeća prodaje se jedna kuća u općinskom vlasništvu kako bi se izradio lanac i ojačale kule na ulazu u Kanal sv. Ante. Ugarsko-hrvatski kralj Žigmund Luksemburški na molbu Šibenčana šalje svoju vojnu posadu u kule na čelu s Ivanom Mišićem. Vrlo brzo po Mišićevom preuzimanju zapovjedništva nad obje kule na ulazu u Kanal sv. Ante, mletačke vlasti s njim počinju pregovore da im kule preda bez borbe uz novčanu nagradu. Prema dokumentima prvi naputak o pokušaju mletačkog preuzimanja kula datira od 9. rujna 1409. godine. Već 13. rujna predstavnici posade u kulama odlaze na razgovore s mletačkim providurom, a 23. rujna iste godine zapovjednik Ivan Mišić i njegova posada predaju kule Mlečanima i primaju novčanu nagradu od mletačkog providura Francesca Cornara. Nakon preuzimanja kula, a sve kako bi Šibenik zauzeli bez puno otpora, Mlečani u svibnju 1410. godine grade i utvrdu na kilometar udaljenom poluotoku Mandalini jugoistočno od Šibenika. Tako je sudbina Šibenika bila zapečaćena kad se 1409. godine zapovjednik kula na ulazu u šibenski kanal sv. Ante zajedno sa svojim vojnicima predao Veneciji. Mlečanima je trebalo još tri godine da Šibenčane prisile na predaju, ali osvajanje kula bio je početak kraja za branitelje Šibenika. Godine 1412. obrana grada je slomljena i Šibenik je konačno došao pod vlast Mletačke Republike.
Nakon polustoljetnoga razdoblja obilježenoga gospodarskim rastom, u drugoj polovici 15. st. Šibenik se našao pod osmanskom prijetnjom, čime je započelo razdoblje njegova gospodarskog zastoja. Pad gradova u zaleđu, Knina i Skradina, pod osmansku vlast 1522., te česte osmanske navale i pustošenja, sljedećih su godina prouzročili znatan pad broja stanovnika i na području Šibenika, ali i pojačanu graditeljsku aktivnost zbog straha od turskih napada. Pojava neposredne osmanske prijetnje glavni je razlog gradnje šibenske utvrde sv. Nikole. Godine 1522. velika vojska hercegovačkog sandžaka s 25 tisuća vojnika i s mnoštvom topova, pod zapovjedništvom Husrevbega započinje opsadu Knina. Pred vijestima kako su Turci zauzeli Knin, žitelji, tada daleko manje opskrbljenog i utvrđenog Skradina, bježe i sklanjaju se u Šibenik kao i u okolna primorska naselja. U Šibenčana se javlja strah od mogućnosti pokušaja Turaka za pomorskim povezivanjem Skradina i zaleđa kroz kanal sv. Ante, stoga apeliraju na mletačku vlast ne bi li dodatno utvrdila Šibenik i sam ulaz u uzak kanal sv. Ante. Mletačko plemićko vijeće uvažava zahtjeve Šibenčana te odobravaju gradnju jače fortifikacijske građevine koja bi Turcima zapriječila osvajanje Šibenika koji je, kako se onda smatralo, ključ u kontroli cijelog Jadrana. Od osmanskih pustošenja i gospodarskog sloma uzrokovanog smanjivanjem prodaje soli Šibenik se počeo oporavljati tek nakon 1581., u doba vladavine kneza Giovannija Antonija Foscarinija (1581. – 1583.), koji je dobro organizirao vojsku i obranu grada.
Kandijski rat, koji je trajao od 1645. do 1669. godine bio je jedna od prekretnica dalmatinske povijesti. Iako je hrvatski jug bio sporedno bojište, sukob je ostavio dugotrajne posljedice na političko, društveno i gospodarsko stanje regije. Takav rasplet situacije zahtijevao je adaptaciju zastarjelih gradskih fortifikacija. Šibenik je rat dočekao dobro branjen s pravca mora, no s kopnene strane situacija je bila mnogo ozbiljnija. Nekoć branjen čitavim nizom fortifikacija u Zagori, u to doba kopnena obrana Šibenika i njegova uskog kotara počinjala je i završavala na srednjovjekovnim gradskim bedemima i njihovu najvišem položaju, tvrđavi sv. Mihovila. Najveći problem za neposrednu obrana grada bio je brijeg nadmorske visine od 120 metara, niti 300 metara sjeveroistočno od gradskih bedema, koji je dominirao nad najvišom točkom jedine gradske tvrđave. Još 1444. godine, kako doznajemo u izvorima, na spomenutom brijegu izvan grada nalazila se zavjetna crkvica sv. Ivana Krstitelja. Na tom pložaju koji nadgleda sve pristupe gradu 1520. godine gradski knezovi, mletački vojni inženjeri, a i sami građani, povremeno traže sredstva od Senata za gradnju tvrđave. Usprkos pritisku Šibenčana Venecija ne pristaje na njihove molbe, vodeći se procjenom vojnog inženjera i kondotjera Sforze Pallavicinija da se u slučaju novog rata pod svaku cijenu brane samo Zadar i Kotor, dva najbolje utvrđena grada Dalmacije. Unatoč mletačkom neodobravanju, Šibenčani sami pokreću i financiraju gradnju tvrđave sv. Ivana i unutar samo dva mjeseca dovršavaju obrambeni sustav gradskog perimetra. Bitka za Šibenik 1647. bila je najveći osmanski napad na Šibenik, a po dramatičnosti bila je jedna od najvećih u šibenskoj povijesti. Tijekom kolovoza 1647. više od 25 tisuća osmanskih vojnika napalo je Šibenik. Utvrđeni grad branilo je malo više od šest tisuća ljudi, a zapovjednik obrane bio je barun Christoph Martin von Degenfeld. Opsada je trajala mjesec dana. Glavni pravac osmanskog djelovanja bio je u smjeru tvrđave sv. Ivana oko koje su se odvijale najveće borbe i koja je odigrala ključnu ulogu u obrani Šibenika. Najžešći osmanski napad, na tek dovršenu tvrđavu sv. Ivana započeo je 8. rujna oko 21 sat, a sama se tvrđava nekoliko puta našla pred padom. Poginulo je oko četiri tisuće osmanskih napadača. Bio je to odlučujući poraz osmanske vojske u Kandijskom ratu na prostoru Dalmacije.
Ponovni gospodarski oporavak grada, što je uslijedio nakon poraza Osmanlija u Morejskom ratu (1684. – 1699.), tekao je vrlo sporo, a život u gradu otežavale su i brojne epidemije kuge od kojih je najgora bila ona iz 1649. godine. U samo četiri mjeseca trajanja kuge, prema procjeni Frane Divnića, u Šibeniku je pomrlo preko dvanaest tisuća ljudi. U gradu po njemu nije preostalo više od tisuću i pet stotina stanovnika. Neke gradske obitelji pomrle su u cijelosti. Šibenik, nekad najmnogoljudniji grad u Dalmaciji, u samo nekoliko mjeseci posve je opustošen. Nezadovoljstvo dalmatinskoga i šibenskog puka i težaka dosegnulo je vrhunac u bunama koje su trajale od 1736. do 1740. Gušenje ustanka za mletačkog providura Cavallija (1739.) utjecalo je na porast nesnošljivosti između šibenskih plemića s jedne te pučana i težaka s druge strane.
Tijekom razdoblja mletačke vlasti potječe i najznačajniji kulturno-povijesni spomenik Šibenika – poznata šibenska katedrala sv. Jakova, građena 1431. – 1535. Šibenik je u tom razdoblju bio poznat po znamenitom i uglednom humanističkom krugu Šibenčana po kojem se Šibenik isticao među gradovima mletačke Dalmacije. Ti su humanisti bili bogata stvarateljskog opusa i dali su snažan doprinos hrvatskom i europskom humanizmu. Među njima se ističu Božo Bonifačić, Horacije Fortezza, Frane Divnić, Martin Kolunić Rota, Juraj Šižgorić, Antun Vrančić, Faust Vrančić, Dinko Zavorović i drugi.
Zbog brojnih osmanskih provala u razdoblju 15. i 16. stoljeća, kopneni dijelovi šibenskog područja ostali su bez stanovnika. U 16. stoljeću te krajeve Šibenika započinju naseljavati Morlaci koji su ponajviše bili iz hercegovačkih krajeva. Upravo njih je osmanska uprava postavila kao polupokretnu vojsku na prvoj crti ratne zone prema Hrvatskoj i Mletačkoj Dalmaciji. Prema brojnim šibenskim zapisima, Morlaci su bili kršćani koji su dolazili iz graničnih područja Osmanskog Carstva u zaleđu Mletačke Dalmacije. Važno je istaknuti kako su naseljavanja Morlaka na šibensko područje započela nakon 1533. godine kada je stigla osmanova odluka o restituciji šibenskoga i togirskog teritorija.  Dva mjeseca nakon donesene odluke, u prosincu, u Šibenik dolaze morlački glavari, odnosno katunari te uz javne bilježnike dogovaraju uvjete o zakupu zemlje. U 16. i prvoj polovici 17. stoljeća trgovački su odnosi, između Osmanskog Carstva i Mletačke Dalmacije, bili vrlo plodni upravo zato što je Šibenik postao žarištem osmansko-mletačke gospodarske razmjene, a samim time postaje i žarište miješanja dviju kultura.
Nakon propasti Venecije, 1797. Šibenik ulazi u sastav Habsburške Monarhije.
- Šibenik, Konrad von Grünberger, 1486.
- Šibenik, Jacob Peeters, 1690.
- Prikaz turske opsade Šibenika
- Šibenik s okolicom, 17. st.

### Habsburška Monarhija
Slomom mletačke države Šibenik se od 1797. nalazi pod vlašću Austrije. Tome su prethodili pučki nemiri predvođeni proaustrijskim klerom koje je bilo u strahu od sekularista i buržoaske revolucije koju je sa sobom donijela francuska okupacija Mletačke Republike pa su vidjeli neprijatelje u svim dotadašnjim mletačkim činovnicima. U tim je nemirima u Šibeniku glavom platila cijela obitelj počasnog francuskog konzula, a većina ostalih plemića je pobjegla je na susjedne otoke. Početkom 1806. u grad ulazi francuska vojska i Šibenik postaje dio Francuskog carstva, a od 1810. autonomne Ilirske pokrajine kad je nakon mnogo stoljeća "ilirski" nakratko postao službeni jezik. Početkom stoljeća počela je gradnja ceste do Knina preko Konjevrata i Drniša koja je završena 1802., a po dolasku Francuza unaprjeđuje se cestovna mreža prema Splitu, Zadru i Rijeci. Francuski providuri bili su zaprepašteni zaostalošću venecijanske Dalmacije pa su pokušali modernizirati poljoprivredu u njoj, uspostavljaju školski sustav, grade prvu bolnicu, sirotište, provode protuepidemiološku zaštitu stanovništva te moderniziraju upravu i sudstvo. Nakon Napoleonova poraza austrijska vojska osvaja Dalmaciju i ulazi u Šibenik krajem 1813.
Šibenik ostaje dio Habsburške Monarhije do 1918. kao i ostatak Kraljevine Dalmacije. Početak drugog dijela austrijske apsolutističke vlasti predstavlja razdoblje mrtvila na svim poljima života. Austrija podiže jaku graničnu kontrolu prema Bosni i brani karavansku trgovinu, također opada i pomorska trgovina zbog gubitka jedrenjaka, a i zbog austrijskog neimanja pomorske strategije, zbog čega Šibenik opet stagnira. Godine 1839. pojavljuju se prvi znakovi nacionalnog buđenja, točnije Ilirskog pokreta, i to od strane dvojice šibenskih Srba, Božidara Petranovića i Špire Popovića, koji su stvarali zajedničku hrvatsko-srpsku frontu protiv talijanizacije Dalmacije. Njih su 1841. u dva navrata posjetili Gaj i Mažuranić. Istovremeno je među obrazovanim građanima još jača i raširenija bila autonomaška i talijanaška struja koja svog idola vidi u Šibenčaninu Nicoli Tommaseu, koji postaje i ministar u vladi nakratko obnovljene Mletačke Republike. Tek 1848./49. snažnije se manifestira politička aktivnost Šibenika pod austrijskom vlašću kad se nakratko izabralo narodno općinsko zastupstvo nakon nadmoćne pobjede nad autonomašima. U gradu je ojačao hrvatski narodni preporod pa ga je 1851. posjetio ban Jelačić u kojega je narod polagao nade da će ujediniti Dalmaciju, Hrvatsku i Slavoniju pa mu je grad priredio doček veći nego je bio onaj kad ga je 1818. posjetio car Franjo, no u predvečerje Bachova apsolutizma Jelačić u pozdravnom govoru niti jednom riječju nije spomenuo sjedinjenje. Za vrijeme diktature sav politički život je zamro na cijelo desetljeće i zabranjene su sve proslavenske ideje što je omogućilo ponovno jačanje autonomaša koji su dobili prve sljedeće izbore 1865. godine. Osobito značajan događaj za daljnji razvoj narodnog preproda dogodio se 1866. godine kad je osnovana Narodna slavjanska čitaonica, a za razliku od drugih gradova Šibenčani su sami sagradili kazalište 1870. bez pomoći vlade i općine. Preokret se događa na izborima za Dalmatinski sabor 1870. godine kad u Šibeniku i okolici Narodna stranka odnosi nadmoćnu pobjedu. Godine 1872. narodnjaci su pobijedili na općinskim izborima i sljedeće godine osnovali prvu hrvatsku općinsku upravu s Antom Šupukom kao gradonačelnikom koji je uvelike pridonio gospodarskom i komunalnom napretku grada koji je do tada bio najveći težački grad na Jadranu. Za njegova je mandata u općinsku administraciju uveden hrvatski jezik kao službeni, 1877. Šibenik se priključio na željezničku prugu Siverić-Split, 1879. postavljen je vodovod, 1883. izgrađena velika i moderna bolnica, a 1896. dovršena je palača suda. Njegovo poduzeće sagradilo je na rijeci Krki 1895. prvu hidroelektranu pa je Šibenik bio među prvim gradovima u svijetu koji je dobio javnu rasvjetu na izmjeničnu struju. Godine 1904. njegovo je poduzeće sagradilo i novu hidroelektranu Jaruga II, koja i danas radi. Od osobite je važnosti za razvoj grada bio početak rada Tvornice kalcijeva karbida "SUFID" 1903. godine. Iste godine osnovan je u Šibeniku "Savez među radnicima", koji za praznik rada 1905. organizira prvi štrajk zbog radnog dana koji je trajao deset i više sati. Šibenik je 1907. bio treća luka Austro-Ugarske nakon Trsta i Rijeke. Te godine su se pojavile i prve novine u Šibeniku – Hrvatska Rieč, glasilo Stranke prava, 1908. prve radničke novine Glas maloga puka, a 1912. Crveni barjak, glasilo Socijalno-demokratske stranke u Dalmaciji. Politički život je početkom stoljeća bio jako buran, u početku se radilo o borbi između narodnjaka i pravaša, koji su se nakon narodnog pokreta 1903. ujedinili u Hrvatsku stranku kako bi zajednički radili na južnoslavenskom ujedinjenju. U to vrijeme se pojavljuju i naprednjaci koji šire napredne Masarykove demokratske ideje i panslavenstvo te su osnovali 1899. hrvatsko muzikalno društvo "Kolo" koje i danas djeluje. Koliko god se stavovi pravaša i naprednjaka razlikovali oko nekih nacionalnih pitanja, poglavito oko jedinstva srpskog i hrvatskog naroda, uvođenje diktature komesarijata 1912. i početak balkanskih ratova potpuno ujedini sve strane u antiaustrijskom raspoloženju.

### Prvi svjetski rat
Početkom 1. svjetskog rata, austrijske vlasti uvode strogi vojni režim. Većina političara koji su jugoslavenski orijentirani završili su u zatvorima i zabranjene su novine. Mnoštvo Šibenčana odlazi na frontu u sklopu 23. šibenske dalmatinske domobranske pukovnije. Prvo ratuju na fronti prema Srbiji i Crnoj Gori gdje masovno ginu na planini Zajčici i Milenkovu kamenu na Drini. Probijaju se u unutrašnjost Srbije sve do Užica i Šapca. Budući se bilježe sve češći prebjezi srpskoj vojsci, a i pošto "Dalmatinci nerado ratuju protiv naroda svoga jezika" prebacuje ih se sredinom 1915. na talijansku frontu, gdje su bili motiviraniji. Na sočanskoj bojišnici šibenska 23. odbija talijanske ofenzive na Podgoru uz goleme gubitke. Već 1917. godine zabilježene su demonstracije mornara u ratnim lukama Austro-Ugarske pa je tako i u šibenskoj luci 4. listopada započela pobuna mornara protiv oficira na torpiljarki br. 11. Nakon što su ovladali torpiljarkom, njom bježe u Italiju. Nakon raspada Austro-Ugarske i osnivanja još nepriznate Države Slovenaca, Hrvata i Srba Talijani kreću u okupaciju istočne obale Jadrana koja joj je trebala pripasti po tajnom londonskom ugovoru. Šibenik okupiraju 6. studenog 1918. kad su u luku uplovila četiri ratna broda. Narodno vijeće grada prosvjeduje protiv iskrcavanja talijanske vojske i donosi odluku da priznaje samo Narodno vijeće SHS u Zagrebu i Zemaljsku vladu Dalmacije u Splitu. Oko 400 karabinjera i talijanskih mornara 20. studenog 1918. opkolilo je sjedište Narodnog vijeća i silom ih istjeralo. U siječnju 1919. uspješno je proveden plebiscit kad je od 24.475 stanovnika njih čak 23.675 glasalo protiv talijanske okupacije i potpisalo da hoće da se šibensko područje sjedini s Kraljevinom SHS. Na osnovi Rapalskog ugovora, Talijani napuštaju Šibenik, a 13. lipnja 1921. Šibenčani na velikoj svečanosti na Poljani dočekuju jugoslavensku vojsku. Uspostavljena je tada, nakon punih pet stoljeća tuđinske vladavine u Šibeniku, nacionalna uprava.

### Kraljevina Jugoslavija
Šibenik se teško oporavljao nakon rata s obzirom na dvije i pol godine talijanske okupacije. U međuvremenu, funkcije najznačajnijeg gospodarskog, prometnog i upravnog središta za Dalmaciju od Zadra, koji ostaje talijanska enklava, preuzima Split koji se tada naglo razvija pa i preuzima od Šibenika funkciju važne izvozne luke. Lička pruga je napokon dovršena 1925., 52 godine od donošenja odluke o gradnji, čime Šibenik i Dalmacija napokon dobivaju brzu vezu s ostatkom Hrvatske. To je dalo poticaja i radovima na proširenju šibenske luke koji su bili gotovi 1928. godine čime postaje, nakon Sušaka, druga luka Jugoslavije po operativnoj površini. Globalna gospodarska kriza 30-tih najteže je pogodila veliki dio otpuštenih radnika iz tvornice La Dalmatienne u Crnici, koja je krajem 1931. godine zaustavila proizvodnju, a istovremeno je seljake u zaleđu pogodila glad nakon što je žetva pobacila i do 70 %. Od 1921. do 1932. godine u gradskoj vlasti izmijenilo se 10 općinskih uprava i načelnika što je dodatno doprinijelo krizi. Najvažniji političar iz razdoblja nakon krize postaje Marko Kožul koji je od 1935. do 1937. bio ministar građevine u vladi Milana Stojadinovića. Zahvaljujući njemu obnovljene su i regulirane mnoge prometnice, a najvažnija ostavština je izgradnja "Državne realne gimnazije viteškog kralja Aleksandra i ujedinitelja" i Carinarnice. Tvornica aluminija u Lozovcu počela je s proizvodnjom 1937. te je njena elektroliza bila prva u ovom dijelu Europe i na području Jugoslavije. Prije toga se punih četrdeset godina sav boksit iz rudnika u Siveriću izvozio kao neprerađena sirovina, a tada je napokon iskorišten i potencijal hidrocentrale na Krki iznad koje je sagrađena.

### Drugi svjetski rat

#### Talijanska okupacija
Za vrijeme drugog svjetskog rata Šibenik je nekoliko puta mijenjao uprave i jako propatio. Već u jutro 6. travnja 1941. eskadrila talijanskih zrakoplova koja je poletjela sa zadarske zračne luke bombardirala je Šibenik. Slijedilo je nekoliko dana uzastopnih bombardiranja brodova usidrenih u luci.:str. 59., 67. Po osnivanju NDH 10. travnja 1941. Ustaše su unatoč protivljenju narodnih zastupnika krenule preuzimati vlast i razoružavati jugoslavensku vojsku i mornaricu, koji su u gradu imali snažno uporište, ali su i bile u totalnom rasulu nakon invazije Sila osovine. No već četiri dana kasnije u grad ulaze prve talijanske divizije, a 15. travnja 1941. je i okupiran prilikom uspostave talijanskog zapovjedništva koje je preuzelo vojnu i civilnu vlast, sve zastave i simbole zamijenilo talijanskim te razoružalo Ustaše i "razjurilo ih". Potpisivanjem Rimskih ugovora 18. svibnja 1941. Šibenik je i službeno anektiran od strane Kraljevine Italije te ulazi u sastav Guvernatorata Dalmacije. Nakon uspostave talijanske fašističke vlasti provode se mnoge mjere denacionalizacije i talijanizacije Šibenika u tolikoj mjeri da su i građanstvu talijanizirali osobna imena. U gradu i okolnim selima se javlja otpor i antifašistički pokret. Srednjoškolci se bune i pale knjige, razbijaju izloge s Duceovim slikama ili ih gađaju tintom zbog čeka neki završavaju na vješalima, a cijeli razredi (ženski učiteljski) bivaju internirani. Žene koje demonstriraju na ulicama zbog gladi bivaju uhapšene i odvezene u logore na Molatu i u Italiji. Prvi šibenski partizanski odred je okupio 31 borca i krenuo s brda Pisak 12. kolovoza 1941. put Bosne. Kod Drniša je imao prvi okršaj s Talijanima, a probijajući se dalje sukobio se s četnicima kod Knina i pretrpio znatne gubitke. Samo jedna trećina boraca probila se do Bosanskog Grahova, a većina ih je izginula u borbama koje su slijedile. Kako bi se KPH u Dalmaciji što brže oporavio od udarca koji mu je zadan stradanjem prvih partizanskih odreda iz Zagreba je poslan Rade Končar koji posjećuje partizanske organizacije u Šibeniku i Splitu kako bi im pomogao pojačati aktivnosti u gradu u vidu sabotaža, diverzija i napada na okupatore i njihove špijune. Nakon jednog povratka iz Šibenika u Split, karabinjeri mu upadaju u kuću, Rade bježi i biva ranjen u nogu te uhićen. Nakon što su uz pomoć ustaškog redarstva Talijani saznali kako visokog dužnosnika KPH imaju, fašistički prijeki sud u Šibeniku osuđuje ga na smrt strijeljanjem. Strijeljan je na Šubićevcu zajedno s 25 drugova, a istog je dana pogubljeno i 20 seljaka iz Tribunja. U gradu je posebno bio omražen Antonio Šokon, tajnik Fašističke stranke rodom iz Šibenika, koji je tijekom ljeta 1941. poslao u zatvor stotine građana, na desetine poslao u logor, neke poslao na strijeljanje, a i osobno ih ubijao. SKOJ-evci odlučuju likvidirati Šokona što su i učinili 11. listopada. Fašisti nakon toga nasumično hapse 27 omladinaca i strijeljaju šestoricu 13. listopada. U gradu raste bijes zbog smrti njihove djece i jača NOP. Ilegalci 27. listopada iz osvete napadaju samu zgradu predsjedništva Fascia. Nakon što su ju demolirali naišli su na kamion talijanskih vojnika na kojeg su sasuli bombe. Fašisti ponovno hapse veći broj građana, dio šalju u logore, a četvoricu strijeljaju.:str. 147.,148.,180.,187.-206. Članovi Primorske partizanske čete kroz godinu 1942. neprestano su u akciji u okolici Šibenika, uglavnom zapadno od Krke, napadaju patrole, ometaju komunikacije, sječu dalekovode i uspješno se bore protiv četničke antikomunističke milicije. Potapaju redovitu prugu za snabdijevanje Talijana Šibenik-Zaton-Skradin te brod koji je prevozio trupe iz Šibenika u Skradin. Toliko su odvažni da upadaju i u centar Šibenika i ubijaju i zarobljavaju crnokošuljaše u kantini, ometaju fašističke parade po rivi gađajući ih mitralješkom vatrom s Martinske. 31. prosinca 1942. godine formiran je Sjevernodalmatinski bataljon u sastavu od tri manje čete, i to: Prominsko-bukovačka, Primorska i Šibensko-drniška. Čete su napadale kolone neprijateljskih trupa, patrole i posade u selima, rušile stupove dalekovoda i telefona.:str. 414.,415.,449.,486.

#### Njemačka okupacija
8. rujna 1943. kapitulira Italija pa je među talijanskim vojnicima i građanstvom nastalo "ogromno oduševljenje", a u gradu su izvješene crvene zastave i hrvatske zastave s crvenom petokrakom zvijezdom. Već sljedeći dan u Šibenik ulazi jedan od bataljona Šibensko-trogirskog odreda koji s Talijanima vodi pregovore o predaji oružja i organiziranju zajedničke obrane grada od Nijemaca. Talijanska komanda u Šibeniku, da bi dobila na vremenu, odugovlačila je pregovore, jer se svakog trenutka očekivao dolazak Nijemaca. Nakon neuspjelih pregovora krenuli su razoružavati pojedine trupe talijanskih trupa kao bi naoružali novoformirane jedinice šibenskih dobrovoljaca. Čim su pripadnici 114. lovačke divizije ušli u grad 11. rujna, talijanska komanda predala im je garnizon bez otpora. Od njemačke okupacije do početka 1944. sa šibenskog područja u partizane je otišlo još 8700 osoba. 10. rujna osnovana je i šibenska osma dalmatinska udarna brigada. Kako bi zaplašili narod koji se masovno priključio u NOB, okupatori po cijeloj Dalmaciji rade neviđene zločine. Osobita zvjerstva izvršili su četnici popa Đujića zajedno s Nijemcima 21. veljače 1944. u selima Danilo Biranj i Dubrava. Dok su Nijemci po okolnim čukama držali osiguranje, četnici su upali u ova sela i noževima poklali 31 osobu.:str. 612.,613.,617.,688.
Dolaskom Nijemaca Šibenik je administrativno priključen NDH i proglašen sjedištem župe Bribir, no to se nikad nije u stvarnosti ostvarilo, niti je veliki župan ikada preselio u Šibenik. Čak su i stanovnici morali imati njemačke osobne iskaznice bez koji su mogli biti uhapšeni, a talijanska lira i talijanske poštanske markice su i dalje bile u opticaju zbog nikakve komunikacije s ostatkom raspadajuće kvinsliške tvorevine. Zanimljiv događaj se dogodio kad se u grad vratio brod sa šest stotina Šibenčana logoraša s Molata, po koje je poslan brod odmah nakon kapitulacije Italije. Brod se vratio ukrašen crvenim suknima jer su bivši zatočenici mislili da se u Šibeniku još nalaze partizani. Ipak su pušteni kućama, a dio je kasnije otišao u partizane. Nakon dolaska Nijemaca u Šibenik su se vratili i četnici, a u gradu su bili i pripadnici talijanske fašističke milicije (crnokošuljaši). Krajem 1943. u Šibenik je upućena i po jedna domobranska satnija iz Knina i jedna ustaška jedinica iz Drniša pa se tako u gradu našla cijela paleta raznih vojski pod njemačkom kontrolom. Krajem 1943. počinju i česta saveznička bombardiranja Šibenika, njegovih lučkih objekata i ratnih brodova pri čemu je poginulo i ranjeno je desetine civila i njemačkih vojnika te je srušena gradska vijećnica i nekolicina stambenih objekata u samomu centru. Zbog toga je većina stanovništva zajedno s gradonačelnikom kojeg je postavila NDH napustilo grad. Stanovnici se vraćaju početkom 1944. kad bombardiranja jenjavaju, a za novog gradonačelnika biva postavljen kapetan korvete Miren Blaž za kojega se kasnije ispostavilo da je bio u vezi s partizanima. Isto je bilo i s predstojnikom redarstva Matom Mijanovićem pa su ih Nijemci zbog suradnje s partizanima uhapsili na ljeto 1944. O protuustaškoj atmosferi u gradu najbolje svjedoči podatak da je na ljeto 1944. novoosnovana ustaška mladež s petnaestak članova morala djelovati “prikriveno obzirom na sadašnje mjesne prilike”. Ustaška izvješća govore i da partizani dolaze svaki dan u grad i ispisuju parole. Da vlasti NDH nemaju nikakvu stvarnu vlast u Šibeniku znaju i oni sami pa se u jednom izvješću MUP-a može pročitati "Nijemci se ponašaju kao suvereni gospodari, a ne kao saveznici". Cijelo to vrijeme u gradu vlada strašna glad i ljudi svakodnevno umiru zbog nje, po gradu se skiće oko četiri stotine siročića koji se doslovno hrane korijenjem, a koje se opisuje kao "mala poludivlja bića", "bosa, gola ili u dronjcima, očajna".

#### Oslobođenje
Oslobođenjem Splita i okolice došle su na područje Boraje jedinice I. i XI. dalmatinske brigade, odakle zajedno s ostalim snagama 26. divizije kreću u pravcu Šibenika i Drniša. Prva dalmatinska i III. prekomorska brigada dobile su zadatak, da napadnu neprijatelja i oslobode grad Šibenik, dok su XI. i XII. brigada upućene na komunikaciju Šibenik-Drniš. Kako su već u to vrijeme jedinice 19. divizije oslobodile Benkovac i Skradin te zaposjele čitavo područje na desnoj obali rijeke Krke jedina komunikacija, kojom se neprijatelj mogao izvući iz Šibenika, bila je cesta Šibenik-Drniš. Bataljoni XI. i XII. brigade dobili su zadatak da još prije nego što otpočne napad na grad, izbiju na spomenutu cestu i napadnu neprijateljske snage, ako se ove pokušaju izvući prema Drnišu.
Bitka za oslobođenje Šibenika otpočela je u noći uoči 3. studenoga. Dijelovi 19. divizije na desnoj obali rijeke Krke otvorili su žestoku vatru na njemačke položaje na sjeverozapadnim prilazima gradu. Za to vrijeme jedinice I. dalmatinske i III. prekomorske brigade, po prvi put potpomognute s 35 Stuarta i 12 Blindija Prve tenkovske brigade NOVJ te topništvom, probile su prve neprijateljske linije kod mjesta Vrpolja na cesti Split-Šibenik i odmah krenule naprijed goneći neprijateljske trupe koje se povlače prema gradu. Međutim, njemačke snage ukopane na dominantnoj uzvisini Sv. Juraj, uz samu cestu, pružile su jedinicama NOV-a žestoki otpor i zaustavile njihov prodor prema gradu. Tada je bila dovedeno topništvo 26. divizije koja je dugo zasipala njemačke rovove na Sv. Jurju. Nakon toga jedinice I. dalmatinske prešle su u novi siloviti napad i u ogorčenoj borbi prsa o prsa uspjele izbaciti Nijemce s te uzvisine. Pritisnute sa svih strana njemačke trupe napuštaju grad, a prethodno sustavno uništavaju čitavu obalu, lučka postrojenja i potapaju brodove u luci. Bataljoni I. dalmatinske, III. prekomorske i dijelovi 19. sjeverodalmatinske divizije ušli su u Šibenik u zoru 3. studenog 1944. dok se neprijatelj još nalazio na tvrđavi Šubićevac. Bez obzira na to što su metci još fijukali iz tvrđave Šibenčani su izašli na ulice da pozdrave osloboditelje: "Narod ih ljubi, donosi smokava, rakije i što bolje ima. I već oko 9 sati počima mimohod. Partizani svečano ulaze sa sjeverne strane u grad. Narod ih posipa cvijećem i viče: Živio drug Tito. U tom mimohodu bilo više od tisuću dobro naoružanih i odjevenih partizana." Za to vrijeme na cesti Šibenik-Drniš, na predjelu od Konjevrata do Pokrovnika povela se bespoštedna borba u kojoj je napadnuta njemačka kolona upinjala sve snage da se izvuče prema Drnišu. Međutim, ukliještena jedinicama XI. i XII. dalmatinske brigade koje su bile potpomognute tenkovima, izložena unakrsnoj vatri svih automatskih oružja, neprijateljska je kolona potpuno razbijena i na kraju uništena. Na cesti su nakon borbe ležale hrpe pobijenih vojnika, uništenog oružja i razlupanih vozila. Povlačeći se zajedno s njemačko-ustaškom kolonom, u borbi blizu Konjevrata uništen je jedan čitav četnički korpus, koji je brojio oko 300 četnika.:str. 712.-714.

#### Žrtve
U općini Šibenik je prije rata živjelo nešto više od 37.000 stanovnika, ali je tijekom 1944. taj broj pao na oko 16.000, a u samom gradu je ostalo još samo 6000 stanovnika. S područja šibenske općine koja je nekoć obuhvaćala južnu trećinu današnje županije i brojila 1941. godine 68.000 stanovnika do kraja 1942. godine aktivno je sudjelovalo u NOB-u 12 % stanovništva ili 8182 stanovnika. Do kraja rata i oslobođenja taj broj popeo se na 18.814 sudionika ili 21 % stanovništva. Kada se tom broju pribroje 5362 osobe koje su zbog pripadnosti NOP-u odvedene u zatvore i logore, onda je u raznim vidovima antifašističke borbe bilo uključeno 24.176 osoba, što je čak 35,5 % stanovnika općine. Ukupno 4572 osobe su poginule u partizanima kao žrtve fašističkog terora ili žrtve rata. Od toga su 3023 poginule u borbama diljem bivše Jugoslavije, a 1549 su druge žrtve od kojih su 1123 žrtve fašističkog terora, od kojih je 729 streljano. U naseljima je ubijeno 1194 žrtava, u logorima 197, a 158 ih se smatra žrtvama rata. Nacionalni sastav poginulih je bio: Hrvati 3080, Srbi 1450, Židovi 20 i ostali 22. Nakon kapitulacije Italije i pred terorom njemačkih nacista, 6500 žena i djece je otišlo u zbjeg u El Shatt. Samo u bitki na Sutjeci sudjelovalo je 1316 boraca iz općine Šibenik, a poginulo 535, više nego iz bilo koje druge općine. Narodnim herojima su proglašeni ovi borci iz Šibenika: Slobodan Macura Bondo, Vladimir Peran, Miro Višić, Mate Staničić, Dinko Šurkalo, Nikola Sekulić Bunko, Ljubo Truta.

### Socijalistička Jugoslavija
1. siječnja 1945. Šibenik postaje središte ZAVNOH-a, tada najvišeg organa vlasti u Hrvatskoj pa se može reći da je do oslobađanja Zagreba nakratko bio glavni grad Hrvatske. U Šibeniku tada borave Centralni komitet KPH, Glavni odbor AFŽ, Glavni odbor USAOH-a (Ujedinjeni savez antifašističke omladine Hrvatske), Pokrajinski komitet SKOJ-a, Centralna kazališna družina narodnog oslobođenja Hrvatske i druge organizacije. U tom kratkom i slavnom razdoblju u Šibeniku je otvoreno kino "Sloboda", tiskan je prvi poslijeratni književni časopis u Hrvatskoj Književnik, otvorena glazbena škola, Škola za učenike u privredi i osnovano profesionalno Narodno kazalište.
1947. započete su dvije vrlo važne obnove ratom porušenog grada. Obnavlja se sakristija katedrale sv. Jakova koja se morala potpuno rastaviti i ponovno sazidati te je dovršena 1949. faksimilska rekonstrukcija potpuno srušene gradske vijećnice; obavljala se najrafiniranijim konzervatorskim radovima u to vrijeme te je završena 1960. godine uz mnogobrojna priznanja. 1948. se obnavlja i proširuje teško oštećena luka nakon njemačkog miniranja te se osniva Dom narodnog zdravlja useljen u bivšu zgradu Burze rada. 1950. Ivo Vitić gradi prvu osnovnu školu koja nosi ime Sime Matavulja. 1951. započinju radovi na izgradnji Tvornice i valjaonice aluminija Ražine-Šibenik. Za potrebe te tvornice, a ujedno i za grad započinje gradnja novog vodovoda od slapova Krke, koja je završena 1953. U međuvremenu preimenovana Tvornica lakih metala "Boris Kidrič" dovršena je 1955. Izgrađeni su i prvi objekti buduće vinarije "Vinoplod" 1952. godine. Godine 1956. osniva se brodarsko poduzeće "Obalna plovidba", buduća "Slobodna plovidba". Godine 1957. osnovana je "Komunalna banka" koja 1965. mijenja ime u Jadranska banka. Od 19. do 25. srpnja 1958. održan je prvi Jugoslavenski dječji festival. Od 1958. do 1961. po projektu Ive Vitića gradi se veliki kompleks recentne arhitekture u povijesnoj jezgri Šibenika koji uključuje hotel "Jadran", kino "Šibenik" i zgradu općine Šibenik, dok uz Poljanu maršala Tita Vitić gradi objekt doma JNA, a za koji je arhitekt dobio "Borbinu" nagradu za najbolje arhitektonsko ostvarenje u Hrvatskoj 1960. Od 1959. do 1961. grade se prvi šibenski neboderi, a svojevremeno i prvi u Dalmaciji, "crveni" i "plavi neboder". Godine 1961. u njihovoj se blizini završava i osnovna škola "Lepa Šarić". 1962. godine otvoren je i velebni spomen park streljanih. Godina 1966. prolazi u obilježavanju 900 godina spomena grada Šibenika. Predsjednik Tito, pokrovitelj velikog jubileja, tada ponovno posjećuje Šibenik, što je već prije učinio 1948., 1953., 1955., 1958. i 1965. Iste godine je napokon pušten u promet most "Šibenik" na Jadranskoj magistrali, znatno poboljšavajući prometnu povezanost grada kojeg su do tada sa zapadnom stranom Krke povezivali trajekti. Pred kraj slavljeničke godine počela je gradnja turističkog naselja Solaris čiji je četvrti i posljednji hotel Andrija završen 1971. godine. Iste godine u Crnici je izgrađena osnovna škola "Mate Bujas", a na Baldekinu započela izgradnja osnovna škola "Maršal Tito" dovršena 1973. godine. Gradi se i tvornica plastičnih prerađevina "Poliplast" te je započeta gradnja autobusnog kolodvora u Dragi i dvorane Baldekin iste te 1971. godine. Od 1973. do 1975. arhitekt Ante Vulin radi na rekonstrukciji Kneževe palače u Muzej grada Šibenika, a njegovo maestralno rješenje dobilo je nagradu "Vladimir Nazor". Godine 1979. u Šibeniku je održan dio natjecanja 8. mediteranskih igara: odbojka, nogomet i kajak u Zatonu. Godine 1980. otvorena je najveća robna kuća u Dalmaciji, "Šibenka", a započinje gradnja najvećega stambenog naselja u Šibeniku, Vidika, dovršena 1984. godine. Nakon osam godina gradnje dovršena je poliklinika, prvi objekt u gradu građen u brutalističkom stilu. 9. travnja 1983. košarkaški klub Šibenka pobjedom u majstorici nad Bosnom nakon slobodnih bacanja Dražena Petrovića postaje prvak Jugoslavije. Nakon toga navijači su u gradu priredili neviđeno slavlje pa se taj dan smatra i danom osnivanja navijačke skupine "Šibenski funcuti". U godinu dana je izgrađena osnovna škola "Rade Končar" na Šubićevu i predana na korištenje 1984. godine. Sljedeće godine dovršena je i izgradnja nove pošte; objekt je nagrađen kao najbolje arhitektonsko ostvarenje u Hrvatskoj 1985. Nakon izgradnje Vidika kreće se u izgradnju novog stambenog naselja Krvavice i novog stambenog kompleksa na Šubićevcu, a 1988. i na Meterizama. Godine 1989. završena je i izgradnja novog srednjoškolskog centra. Dne 9. travnja 1991. košarkašice Elemesa pobjeđuju košarkašice Crvene zvezde i postaju posljednje prvakinje Jugoslavije.
Od prijeratnog težačkog grada s oko 16 tisuća stanovnika, Šibenik je u ovom razdoblju prerastao u značajno središte industrijske proizvodnje (obojeni metali, crna metalurgija, plastične prerađevine), pomorske privrede (veliko brodarsko poduzeće "Slobodna plovidba", Mornaričko-tehnički zavod "Velimir Škorpik") i lučko-tranzitnog prometa za specijalne rasute terete (fosfat i umjetno gnojivo) te proizvodnje i prometa vina i alkoholnih pića (Vinoplod-Vinarija) itd. s 41 tisuću stanovnika 1991. Šezdesetih, sedamdesetih, a poglavito osamdesetih godina naglo se razvija i turizam kad se grade veliki turističko-ugostiteljski objekti širom rivijere, a zahvaljujući prirodnim potencijalima unutar tadašnje općine Šibenik proglašavaju se čak dva nacionalna parka, Kornati 1980. i Krka 1985. Urbana aglomeracija se više nego udvostručila. Pedesetih su izgrađeni prvi "ležeći" neboderi na Baldekinu, a osamdesetih godina niču i velika stambena naselja na Vidicima, Krvavicama, Šubićevcu i Meterizama. Izgrađeno je više školskih objekata, od toga osam velikih školskih zgrada, poliklinika, sportski stadion na Šubićevcu, dvorana Baldekin, otvoreni bazen u Crnici i zatvoreni u Solarisu itd.
Šibenik je 1988. godine zauzimao drugo mjesto u SR Hrvatskoj po stupnju razvijenosti, prema tadašnjim glavnim ekonomskim pokazateljima.

### Republika Hrvatska
Grad Šibenik i okolica dali su veliki doprinos u Domovinskom ratu od prvih dana rata 1991. Šibenčani su već u bitci za grad u rujnu 1991. zauzimanjem topništva na Žirju i Zečevu kod Rogoznice te zaustavljanjem neprijatelja kod Pakova Sela obranili svoj grad i okolicu te tako izborili prvu pobjedu HV-a, kada su JNA i četnici poraženi i odbačeni 15 kilometara dalje od grada. Najveći obol u obrani Šibenika dali su dragovoljci-branitelji, od kojih su mnogi za trajanja Domovinskog rata položili svoje živote.
Nakon rata teška industrija je uništena, a turizam je zamro. Uništenju industrije najviše su kumovali problemi s distribucijom struje i politika.[nedostaje izvor] TEF je uništen umjesto relociran na već pripremljenu poslovnu zonu Podi.[nedostaje izvor] TLM je obnovljen nakon ratnih oštećenja, ali ne u potpunosti.[nedostaje izvor] Ostali proizvodni pogoni, brodarske firme, trgovačka poduzeća uništeni su privatizacijama.[nedostaje izvor] U hotelima je stanovalo preko 18 tisuća prognanika i izbjeglica nakon kojih su turistički resursi ostali uništeni. Broj stanovnika stalno opada, kojih je devet tisuća manje nego 1991. godine.
Nakon teška dva desetljeća stagnacije, posljednjih godina Šibenik se afirmirao kao prostor gospodarska i društvena razvoja u Dalmaciji.
- Šibenska riva početkom 20. stoljeća
- Razglednica Šibenika iz doba Austro-Ugarske
- Fotografija Šibenika s početka 20. stoljeća, Jean-Auguste Brutails
- Prolazak 23. šibenske domobranske pukovnije, 1907.

## Etimologija
Postoji više tumačenja o tome kako je Šibenik dobio ime te da u znanosti još ni jedno tumačenje njegovog imena nije prihvaćeno kao sigurno i točno. Juraj Šižgorić u svom jednom djelu opisuje naziv i položaj Šibenika, o kojem kaže da je grad nazvan tako jer je okružen šibama. Ime Šibenik dovodi se u vezu sa šumom posredstvom toponima sibin (Sibinicum), koji se izvlači iz jednog augmentativnog kasnolatinskog, odnosno ranoromanskog oblika silvona, silvonae ili silvone. Naziv sibin je pokrivao užu mikroregiju Šibenika, po i oko uzvisine na kojoj se nalazila tvrđava sv. Mihovila.

## Gospodarstvo
Šibenik je sredinom 19. I početkom 20. st. bio jedno od najznačajnijih gospodarskih središta juga Hrvatske, a u gospodarstvu je bio značajan u trgovačkoj, obrtničkoj i industrijskoj grani Dalmacije. Uvelike mu je pomogla prometna povezanost s Likom i dijelom Bosne i Hercegovine te je zbog navedene prometne povezanosti bio glavna izvozna luka za drvo i rude. Iako je dio stanovništva bilo zaposleno u navedenim gospodarskim granama ipak je poljoprivreda bila glavna gospodarska grana. Pretežno su se bavili uzgojem vinove loze, maslinarstvom i vrtlarstvom.
U gradu Šibeniku u 2010. godini, prema podacima Hrvatske gospodarske komore, registrirano je ukupno 838 tvrtki, od kojih 3 spadaju u velika, 12 u srednja, 823 u mala. Od ukupnog broja 799 su društva s ograničenom odgovornošću, 16 dionička društva, 14 ustanova, 8 javnih trgovačkih društava i 1 društvo inozemnog osnivača. Prema Središnjem obrtnom registru u 2010. godini u Šibeniku je registriran 1321 obrtnik. Prema podacima Registra udruga u 2010. godini registrirano je 445 udruga sa sjedištem u Gradu Šibeniku.
Grad Šibenik se prema indeksu razvijenosti svrstava IV. skupinu jedinica lokalne samouprave čija je vrijednost indeksa razvijenosti između 100 % i 125 % (100,52 %) prosjeka Republike Hrvatske, što znači da ne pripada niti jednoj kategoriji potpomognutih područja.
Danas je Šibenik glavni grad, kulturno-obrazovno, upravno i gospodarsko središte Šibensko-kninske županije koje ima 46.332 stanovnika (2011., zajedno s prigradskim naseljima). Do 80-ih godina 20. stoljeća Šibenik je bio jako industrijsko središte (tvornice "TEF" i "TLM"), šibenska luka je bila među najvećima u bivšoj Jugoslaviji, no dolazi do gospodarskog pada, a u 1990-ima TEF prestaje s radom (tvornica je uklonjena), a TLM koji je znatno oštećen u velikosrpskoj agresiji, znatno je smanjio proizvodne kapacitete. Vidi Elemes.
Grad Šibenik je počeo s izgradnjom i proširenjem Luke Šibenik. Prema zamisli arhitekta Puljiza, na prostoru od 44 tisuće kvadrata, na kojem će se nalaziti terminal, u isto će vrijeme moći pristati kruzer do 260 metara, veliki trajekt od 180 metara, dva broda u linijskoj plovidbi od po 60 metara. Terminal bi bio ekološki prihvatljiv te bi za zagrijavanje i hlađenje koristio termalne pumpe uronjene u more, a uz sunčeve kolektore koji bi se ukomponirali u krovnu konstrukciju, terminal bi na taj način osiguravao i do 40 posto svojih energetskih potreba. Cjelokupna investicija iznosi 24 milijuna eura, a završetak radova očekuje se do 2014. ili 2015. godine.

### Šibenska luka
Važan utjecaj na razvoj gospodarstva u gradu Šibeniku imala je Šibenska luka. Za vrijeme Austro-Ugarske vladavine Šibenska luka je bila treća luka po važnosti (odmah iza Trsta i Rijeke). Grad Šibenik i njegova luka su u to doba imali izrazito važnu ulogu nezaobilaznih urbanih i lučkih sredina u procesu društveno-gospodarske integracije jadranskog prostora s jedne strane, kao i povezanošću tog prostora s balkanskim zaleđem s druge strane.
Šibenska luka je bila centar za opskrbu Dalmacije, kao i glavnog grada žitom bosanske provenijencije, dok je s druge strane, zahvaljujući najvećoj proizvodnji ulja na području Dalmacije, sve do 1782. godine i propasti maslinika na šibenskom području bila najveći izvoznik ulja u Veneciju i ostale prekojadranske luke. Do kraja 18. st. Šibenik je uspio intenzivirati lučke trgovačke kontakte s Anconom te je zahvaljujući tome počeo razvijati i vlastito brodarstvo.
Prvi svjetski rad i dvije i pol godine talijanske okupacije (1918. – 1921.) donijeli su zastoj šibenskoj luci. Međutim, u periodu između dva svjetska rata, Šibenska luka je bila izvozna luka glomazne robe: siverićki ugljena, drva, celuloze te boksita.
U tijeku Drugog svjetskog rata Šibenik i njegova luka teško su oštećeni savezničkim napadima iz zraka (krajem 1943. i prvih mjeseci 1944.), te je luka skoro potpuno uništena razaranjem obala i lučkih objekata početkom studenoga 1944. godine.
Šibenska luka danas nosi naziv „Vrata srednje Europe“ te je nositelj prvenstvene koncesije za obavljanje lučkih djelatnosti. Temeljem ugovora o prvenstvenoj koncesiji "Luka Šibenik" d.o.o. obavlja lučke djelatnosti na tri specijalizirana terminala.

### Početci razvoja industrije
Temelj za razvitak industrije u Šibeniku bila je izgradnja energetskih postrojenja. 1895. godine je postavljen prvi generator struje u hidroelektrani Jaruga na rijeci Krki. Iste godine tvrtka ‘Ante Šupuk i sin’ gradi na Skradinskom buku malu električnu hidrocentralu. To privlači pozornost stranih, prvenstveno talijanskih poduzetnika, koji će postaviti temelje prvih šibenskih industrijskih poduzeća.
1897. godine kod Skradina je izgrađena mala tvornica karbida. 1900. godine izgrađena je tvornica karbida i cijanamida u šibenskoj gradskoj četvrti Crnica. S obzirom na to da je ova proizvodnja bila vrlo profitabilna gradi se veća tvornica. 1904. godine na površini od oko 75 tisuća metara kvadratnih u Crnici inozemnim kapitalom izgrađeno prvo veliko šibensko industrijsko poduzeće SUFID, prethodnik TEF-a. Ime poduzeća proisteklo je iz imena njegova vlasnika, dioničkog društva ‘Societa anonima per lautilizazzione delle forze idrauliche della Dalmazia’ (Dioničko društvo za iskorištavanje vodenih snaga Dalmacije).
U dvanaest elektropeći SUFID proizvodi kalcij karbid. Šibenik je tada još bio pretežno težački grad, grad poljoprivrednika koji su bili dosta osiromašeni zbog bolesti vinove loze uzrokovane filokserom. Stoga mnogi težaci u potrazi za poslom emigriraju u prekomorske zemlje, a neki se uspjevaju zaposliti u tvornici SUFID. Početkom 1907. godine u njoj je zaposleno 500 radnika.

### Turizam
Turizam se u Šibeniku posljednjih godina stalno razvija i broj gostiju iz godine u godinu sve više raste. Najviše turista koji ljetuju na šibenskoj rivijeri odsjeda u hotelima u hotelskom naselju Solaris ili pak u nekoliko kilometara udaljenim Vodicama, Primoštenu, Rogoznici ili na otocima poput Zlarina ili Prvića.

### Šibenik u 19. stoljeću
Početkom 19. stoljeća šibensko se društvo smatralo staleškim. Hranili su se uglavnom preradbama od ječma i raznim povrćem. Sve do dolaska francuske vlasti u Šibeniku su boravili siromašni ljudi u teškim životnim uvjetima. Dolaskom francuske vlasti na šibenski teritorij, započela je modernizacija koja je ujedno donijela i novi sustav društvenih vrijednosti i pokušala ukinuti neravnopravnost među građanima Šibenika koji spadaju pod različite staleže. Obnovljena je bolnica, koju su građani mogli koristiti besplatno. Sedamdesetih godina devetnaestog stoljeća Šibenik je krenuo doživljavati još veći procvat, a to se razdoblje šibenske povijesti naziva „Šupukovom erom“. U to je vrijeme Šibeniku obećana željeznica koja bi povezala Šibenik s ostalim gradovima i time olakšala trgovinu. Kao jedna od bitnijih značajki razvoja Šibenika u 19. stoljeću smatra se gradnja hidroelektrane na rijeci Krki, 28. kolovoza 1895. Posjedovanje veće količine električne energije značilo je samo ubrzan razvoj Šibenika te omogućava razvoj raznih proizvodno obrtnih pogona.

### Gospodarski razvoj grada Šibenika od sredine 19. stoljeća do 1941. godine
Grad Šibenik je u spomenutom periodu od sredine 19. stoljeća pa sve do 1921. godine bio iznimno bitan kao luka i trgovačko središte njegovog zaleđa te djelomično Bosne i Hercegovine. Ono što se najviše prevozilo tada su bili stočarski proizvodi, drvo i žito. Ne samo da se time opskrbljivalo Šibenik i njegovu unutrašnjost, već je istoimeni grad bio i tranzitna luka. Razlog tomu što je Šibenik izrastao u iznimno važno lučko središte za Dalmaciju je uvođenje parobrodskih linija od 1837. godine. Povećanje broja linija se desilo zbog opadanja stanovnika u periodu od 9 godina zbog čega je austrijska pomorska vlast odlučila urediti pristaništa i podignuti grad razvojem trgovine. Bez obzira na luku i trgovinu, najvažnija gospodarska grana Šibenika je bila vezana uz težake i poljoprivredu. Posebno valja istaknuti vino za koje se smatra da je činilo prvenstvenu gospodarsku granu Šibenika tada. Izuzev toga, važne stvari za gospodarstvo Šibenika i njegov razvoj se dešavaju sredinom 19. stoljeća i to one uzrokovane politikom kao glavnom prekretnicom obzirom na prestanak Bachovog apsolutizma.
U godinama nakon Prvog svjetskog rata pa sve do nekoliko godina nakon početka Drugog svjetskog rata, Šibenik je svoje trgovačke, ali i ostale gospodarske grane razvijao zbog industrije koja se počela razvijati još krajem 19. stoljeća. Razlog tog velikog trgovačkog procvata je položaj Šibenika koji je u tom periodu označavao glavno središte za izvoz. Dodatan gospodarski razvoj Šibenika je vidljiv nakon 1920. godine kada je Zadar pripao Italiji te Šibenik tada preuzima vrlo važnu ulogu kao najsjeverniji grad. Šibenik se definitivno u navedenom periodu širio i rastao. Međutim, postojalo je nekoliko prepreka koje su ga sprječavale u iskorištavanju maksimalnog kapaciteta koji je on mogao ponuditi. Razlog dodatnog napretka je bio spriječen zbog nedostatka školovanih ljudi u područjima trgovine i obrtništva. Dodatan razlog sprječavanju razvoja je bila konstantna promjena političkih stranaka zbog kojih su razvoji gospodarskih grana stagnirale.

## Kultura
Od 1958. godine u Šibeniku se održava Međunarodni dječji festival, najveći kulturni događaj u Šibeniku, koji okuplja plesne, dramske, likovne i druge umjetnike i društva iz cijeloga svijeta. Festival je smotra dječjeg umjetničkog stvaralaštva kao i stvaralaštva odraslih za djecu u području dramskog, lutkarskog, likovnog, glazbenog, plesnog i filmskog izražavanja i stvaranja. Utemeljen je na tri nerazdružive komponente: djetetu, festivalskim zbivanjima i gradu. Ta je multimedijalna kulturna manifestacija svojevrsna smotra onog najboljeg u stvaralaštvu za djecu i dječjeg stvaralaštva. Temeljno kulturološko i pedagoško opravdanje Festivala je unaprjeđivanje estetskog odgoja djece i mladeži i razvijanje svih umjetničkih oblika dječje kreativnosti. Festival ima podršku UNICEF-a i UNESCO-a te je pod stalnim pokroviteljstvom Predsjednika Republike Hrvatske.
Turizam dobiva sve veću značajnost.
60-ih i 70-ih godina 20. stoljeća glazbena scena je bila jedna od najjačih u državi. Tada su estradom harali Mišo Kovač, Arsen Dedić, Vice Vukov, grupa Mi te u to vrijeme popularna klapa na području bivše države - Klapa "Šibenik" i drugi.
Arsen Dedić, jedan od najcjenjenijih autora u Hrvatskoj i susjedstvu je osnovao i Festival dalmatinske šansone, koji je vrlo brzo stekao značajan status u Hrvatskoj.
Od 2011. godine u napuštenoj vojarni između centra grada i hotelskog naselja Solaris održava se jedan od najboljih ljetnih glazbenih festivala Terraneo. Umjetnički direktor festavala i jedan od najzaslužnijih da je ovaj veliki projekt zaživio je Šibenčanin Mate Škugor.
Prvo izdanje festivala Terraneo u kolovozu 2011. godine privuklo je u Šibenik više od 30.000 posjetitelja iz cijele Europe. Glazbeni program u trajanju od 5 dana s više od 120 izvodača na 3 pozornice na otvorenom i dva dj hangara bio je koncipiran na način da zadovolji i najistančanije glazbene ukuse. 2012. godine broj posjetitelja već je narastao na 45.000 nakon izvrsnih reakcija na prvo izdanje festivala.

### Etnologija
Površinom nešto većom od 8 km², populacijom manjom od 300 stanovnika (prema popisu stanovništva iz 2011.) i najbliži kopnu, Zlarin  je otok koji pripada šibenskom otočnom arhipelagu (uz Prvić, Krapanj, Kaprije, Žirje, Murter). Veoma je poznat po koraljarstvu, i ovaj se obrt njeguje od prije 15. st. Običaj je da prije odlaska u lov ribari u tišini dobiju blagoslov od svećenika, hranu od žena s otoka, a oni bi njima poklonili slatka peciva. Zanimljivo je napomenuti kako bi žene ribara za sreću u lovu pomokrile se na konop od lađe. Ovi se običaji mogu vidjeti ljeti na festivalu “Ispraćaj koraljara”. Od ulovljenih koralja se radio nakit koji krasi nošnju Zlarana, te se na otoku danas može vidjeti tradicionalni ručni način obrade koralja. Važnost koralja za Zlarin, a posebice crvenoga, vidi se i na tradicionalnom nakitu koji je najčešće bio izrađen od srebra ili zlata dopunjen s ukrasnim kamenjem, privjescima kružnog, polukružnog, duguljastog ili cvjetnog oblika. Nakit je posjedovala svaka ženska osoba od najranije dobi, te je čak i sama nošnja bila prilagođena nošenju naušnica jer je “šudar” na glavi otkrivao uši i time pokazivao nakit. Žene su u svečanim prilikama nosile više pari naušnica na ušima i odotud na Zlarinu uzrečica “Komu će se uši lašćit, tomu će se drob trašćit!”. Žene iz zlarinskih imućnijih obitelji nosile su i prstenje.

### Gradska knjižnica "Juraj Šižgorić" Šibenik
Jedno od kulturnih središta grada je gradska knjižnica “Juraj Šižgorić” Šibenik. Knjižnica je osnovana 17. veljače 1922. godine. Na dan 1. siječnja 1966. godine objedinjena je s Naučnom bibliotekom u Gradsku biblioteku, a 29. prosinca 1970. godine preimenovana je u Gradsku knjižnicu “Juraj Šižgorić”. U prosincu 2005. godine knjižnica seli u novi prostor u središtu grada, u zgradu na Poljani koju je projektirao šibenski arhitekt Ivan Vitić, na mjestu na kojem se nekad nalazila Narodna kavana s Narodnom slavjanskom čitaonicom. Preseljenjem u novi prostor, knjižnica proširuje svoje usluge nabavom opreme i građe za slijepe i slabovidne osobe. Formirana je zibrka knjiga na brajici, kao i zbirka zvučnih knjiga u MP3 i Daisy formatima. Zvučne knjige puno pomažu u čitanju i djeci disleksičarima. Zahvaljujući donaciji Nacionalnog parka „Krka“ nabavljen je Daisy player, koji se posuđuje korisnicima. Također, knjižnica je pokrenula program pod nazivom R.E.A.D., unutar kojeg djeca koja imaju poteškoće s čitanjem, jedan na jedan, individualno čitaju psu, upravo zato što psi ne kritiziraju, ne ismijavaju i nemaju nikakva očekivanja. Isto tako, knjižnica je ostvarila suradnju sa Znanstvenom knjižnicom Zadar, koja je ustupila svog djelatnika Denisa Rudiča, člana šibenske Udruge slijepih i slabovidnih za rad na računalu za slijepe. Izrađeno je i šest taktilnih slikovnica za slijepe. Članovi Udruge slijepih pokazali su velik odaziv i odobravanje ovih programa i inicijativa, tako da su vrlo brzo počeli redovito koristiti knjižnične usluge i aktivno predlagati nove sadržaje.
Tijekom 19. stoljeća, osnivaju se pučke i narodne knjižnice te čitaonice u Europi. One služe za informiranje, obrazovanje, ali i za zabavu. Međutim, u Hrvatskoj su knjižnice i čitaonice (osim što imaju kulturnu i prosvjetnu ulogu) trebale služiti i širenju narodnog preporoda. Knjižnice i čitaonice su inače apolitične ustanove, ali ustvari, tada su okupljale šire građanske i seljačke slojeve oko borbe protiv strane vlasti. Od samih početaka, knjižnica se suočavala s raznim problemima (od financijskih pa do neprikladnosti prostora). Unatoč tome, Knjižnica je djelovala na temelju potreba svoje lokalne zajednice, a nastojala je i pratiti suvremena zbivanja u struci. Također, prati se standardizacija i prelazi se na UDK.
Od samog osnutka  1922. godine uz Gradsku knjižnicu Juraj Šižgorić u Šibeniku ističu se dva imena i to: Zora Karmanski i Milivoj Zenić. Zora Karmanski je bila ravnateljica Gradske knjižnice Juraj Šižgorić od 1966. do 1975. godine. Karamsnski uvodi značajne pomake u polje katalogizacije, a katalog razvrstava na abecedni, naslovni, stručni i predmetni. Svoje zaposlenike potiče na stručno usavršavanje, a poseban interes je imala prema školskim knjižnicama i uređivanju njihovih zbirki. Drugi istaknuti član je Milivoj Zenić pod čijim je vodstvom knjižnica bila od 1984. do 2011. godine. Kao rođeni Šibenčanin i sam je autor nekolicine monografija o Šibeniku te veliki značaj stavlja na zavičajnu zbirku grada Šibenika. Knjižnica pod njegovim vodstvom biva članica brojnih kulturnih i znanstvenih aktivnosti.
Knjižnica potiče čitanje od najranije dobi, što se očituje besplatnim upisom koji nudi za male bebe. Za malu djecu postoji igraonica, opremljena s raznim igračkama za svaku dob, te su majke potaknute na dolaženje s djecom i uključivanje u dječje radionice. Predškolcima je na raspolaganju Igraonica koja se održava jednom tjedno, a i roditelji mogu doći na zanimljiva predavanja. Knjižnica također i opskrbljuje šibenske studente literaturom, te im je dostupna Studijska čitaonica. Knjižnica je dostupna i turistima koji mogu napraviti dnevno, ali i tromjesečno članstvo, ovisno o njihovim potrebama.
Veliku je ulogu knjižnica imala u unapređenju stručnoga rada, posebno u školskim knjižnicama na tom području. Također, važno je spomenuti Milivoja Zenića koji je podupirući izdavačku djelatnost Knjižnice istaknuo bogatu pisanu baštinu i tako ukazao na značenje koje knjižnica može imati za društvo. Osim toga, u Knjižici u multimedijalnoj dvorani godišnje se održi velik broj programa kojima se izravno ili neizravno popularizira kultura knjige i čitanja, ali i mnogi drugi oblici kulturnoga i znanstvenoga izraza poput: predstavljanja knjiga, predavanja, izložbe, filmske večeri, igrokazi, lutkarske predstave, književne večeri, projekcije filmova, tribine, prezentacije različitih projekata, seminari, književni susreti.
Godine 2011., Društvo bibliotekara Istre u Puli pokreće projekt Zelena knjižnica, koji programski spaja knjižničarstvo i ekologiju, s ciljem širenja svijesti i educiranja javnosti o održivom društvu i potrebi zaštite okoliša. Već 2012. g. Gradska knjižnica „Juraj Šižgorić“ prva u Hrvatskoj počinje provoditi program prema koncepciji projekta Zelena knjižnica, i to projekcijom filma Annie Leonard Priča o stvarima (The Story of Stuff) iz 2007. godine u multimedijskoj dvorani Knjižnice. Također, 2018. godine, na poziv Zavoda za javno zdravstvo Šibensko-kninske županije, knjižnica se kao partner uključuje u provedbu nacionalnog programa Živjeti zdravo, u sklopu kojeg se putem raznih aktivnosti nastoji potaknuti građane na pozitivne promjene u njihovu ponašanju i navikama.
Stara i rijetka građa šibenske zbirke potječe iz javnih i privatnih knjižnica. Velikom broju tih knjiga nije niti poznato porijeklo. Dosta rijetke građe nalazi se u sklopu Knjižnice. Ta građa je veoma vrijedna i može poslužiti proučavanju povijesti Šibenika, kao i cijele Dalmacije. Knjižnica čuva i prikuplja rijetku građu, popunjava zbirku te pridaje pažnju očuvanju i prezentiranju šibenske kulturne i povijesne baštine. Vrlo značajna je ona građa šibenskih autora koja se nalazi u zbirkama Sibenicensia i Rara, a planira se i digitalizacija nekih djela iz tih zbirki. Knjižnica posjeduje i bogatu zbirku starih knjiga pod nazivom Zbirka Rara. Zbirka sadrži oko 170 naslova starih knjiga i 2 naslova časopisa. Najstariji primjerci u zbirci su Hipokratovi Aphorismi, tiskani u Veneciji 1537. i Plutarhovi Graecorum Romarumque illustrium vitae, tiskani u Bazelu 1542. Najznačajniji primjerci za šibensku regiju su oni iz zbirke Sibenicensia, koji čine prepoznatljivu baštinu šibenskog kraja.
Po uzoru na mnoge druge gradove u Hrvatskoj, 2016. godine Gradska knjižnica „Juraj Šižgorić“ osnovala je svoj prvi čitateljski klub Č.i.P. – Čitamo i pričamo. Članovi kluba podijeljeni su u dvije skupine, a moderatorica je diplomirana knjižničarka i profesorica hrvatskog jezika i književnosti Marina Čalić Polegubić.

### Muzej grada Šibenika
Utemeljen je 1925. godine, a smješten je u bivšoj Kneževoj palači koja se nalazi u neposrednoj blizini Katedrale. Djelatnost muzeja je prikupljanje, čuvanje, obrada i prezentacija kulturno-povijesne baštine šibenskoga kraja, također uz to unutar muzeja djeluje i restauratorska te konzervatorska radionica. Građa muzeja obuhvaća brojne predmete muzejske vrijednosti koje su izrazito značajne za proučavanje šibenske prošlosti od najstarijih vremena pa sve do danas. Cjelokupan fond muzeja podijeljen je u više zbirki: arheološki odjel (prapovijest, antika, srednji vijek i podmorska), kulturno-povijesni odjel i odjel novije povijesti (lapida, starih majstora, starih grafika, oružja, starih fotografija, razglednica, arhivalija, galerijsku, zbirku raritetnih izdanja, kartografsku, numizmatičku, nakita, namještaja, keramike, predmeta svakodnevne upotrebe, liturgijskih predmeta, glazbenih instrumenata). Muzej grada Šibenika ukupno sadrži oko 150.000 muzealija.

### Državni arhiv u Šibeniku
Tradicija čuvanja zapisa u gradu Šibeniku seže još u 15. stoljeće što se saznaje iz Statuta šibenske komune gdje stoji da se svi zapisi notara i kancelara moraju pohraniti u posebno pripremljene ormare (armariis) u uredu općinskog kancelara jer se do tada nisu pravilno čuvali pa su zbog toga često bili uništeni ili izgubljeni.
Godine 1925. osnovan je Gradski muzej kralja Tomislava i time započeo ozbiljniji rad na prikupljanju, popisivanju, sređivanju i zaštiti pisanih dokumenata. Unatoč akciji sređivanja gradskog arhiva 1937. godine još uvijek nije postojala mogućnost osnivanja arhiva u Šibeniku jer su Nacrtom Uredbe o banovinskim arhivima iz 1939. godine banovinski arhivi bili predviđeni u drugim gradovima: Zagrebu, Splitu, Dubrovniku i Travniku ili Mostaru.
Najvrjednije arhivsko gradivo iz razdoblja mletačke uprave Šibenik gubi 1942. godine dok je trajala talijanska okupacija.
Ravnatelj Hrvatskog državnog arhiva, 1997. godine, uputio je Ministarstvu kulture RH prijedlog za proširenje mreže državnih arhiva osnivanjem ustanova u Šibeniku, Požegi i Gospiću. Godine 1998. šibenske županijske i gradske vlasti upućuju zahtjev Ministarstvu kulture RH za osnivanjem državnog arhiva u Šibeniku jer su svi preduvjeti za osnivanje ustanove, što se odnosi na smještaj, stručne djelatnike i financijska sredstva, ispunjeni. Godine 2007. godine, Uredbom Vlade Republike Hrvatske, osnovan je Državni arhiv u Šibeniku s nadležnošću na području Šibensko-kninske županije.

### Hrvatsko narodno kazalište u Šibeniku
Prvo je kazalište u Šibeniku osnovano 1870. godine. Za razliku od drugih kazališnih zgrada koje su u Hrvatskoj izgrađene na kraju 19. stoljeća, zgrada u kojoj danas djeluje HNK u Šibeniku sagrađena je isključivo prilozima građana. Projekt trogirskog načelnika i arhitekta Josipa Slade, jedna je od najstarijih kazališnih zgrada u Hrvatskoj. Oštećena je u vrijeme Domovinskog rata, a nakon obnove 2001. godine sasvim je vraćena u funkciju.
Kazalište djeluje u amaterskoj formi do 2008., kad je premijerom predstave „Fantazija“ zakoračilo u svijet kazališnog profesionalizma. Za predstave u vlastitoj produkciji nagrađeno je, među ostalim, na Festivalu glumca i Danima satire Fadila Hadžića.

#### Duhovna i pjevana baština Šibenske biskupije
Šibenik ima bogatu povijest crkvenog pjevanja na području Zatonske župe još od njenog osnutka 1533. godine. Pjevalo se na glagoljici i zbog ljubavi prema pjevanju, mještani Zatonske biskupije ostvarili su jedan poseban izričaj melodija tijekom bogoslužnih slavlja. Bez obzira na daleki vremenski odmak, zadržala se tradicija glagoljaškog pjevanja i mons. Ante Ivas je 1994. godine pokrenuo “Smotru pučkog crkvenog pjevanja pučkih pivača župa šibenske biskupije” pod imenom “Puče moj” čime se održava tradicija i mnogi mladi pjevači nastavljaju njegovati glagoljaške crkvene napjeve.
Neprekinuta nastojanja župnika i župljana uspjela su očuvati izvorno crkveno pjevanje i danas, a tome u prilog ide i projekt o zatonskom crkvenom pjevanju u koje su uključeni knjiga, CD i DVD pod okriljem Udruge ''Pjevana baština''.

#### Turcizmi na šibenskomu području
Šibenik je kroz povijest bio pod raznim vlastima, pa tako pod Mlecima i Turcima. Turska osvajanja krenula su 1468. godine. Nakon toga događaju se napadi 1521. godine, 1646. godine te velika i dugotrajna opsada grada od 21. kolovoza do 16. rujna 1647.
Kako su se Turci nakon toga zadržali u šibenskom zaleđu gdje se granica nalazila negdje između Danila i Vrpolja, krenuli su zajedno poslovati i trgovati s Dalmatincima. Posljedica tih interakcija ostaje vidljiva u kulturi i jeziku Dalmatinaca, jer su se morali prilagođavati turcima za koje su radili te s kojima su trgovali, te su se događala i nekakva miješanja stanovništva.
Pored mnoštva talijanizama u dalmatinskom govoru vidimo i dosta turcizama, te usporedivši to dvoje, puno vise turcizama je završilo u književnom jeziku. Neki od njih su: biser, boja, čamac, čarapa, lepeza, lula, sat, šećer, tava, kula, kundak, sačma itd. Turcizme također vidimo u nazivlju dijelova šibenske nošnje.

## Prometna povezanost
Grad Šibenik ima izuzetno značajan prometni položaj, dobre veze omogućuju izravne komunikacije. Okosnica je Jadranska turistička cesta s odvojcima do Drniša (32 km) i Knina (56 km) te dalje u unutrašnjost Hrvatske. U lipnju 2005., dovršetkom nekoliko dionica autoceste Zagreb-Split, Šibenik je povezan sa Zagrebom autocestom. Značajna je prometnica i željeznička pruga koja preko Perkovića vodi prema Zagrebu i Splitu. Zračni se promet odvija preko Zračne luke Split (50 km od Šibenika) i Zračne luke Zadar (70 km od Šibenika) a uskoro i preko Zračne luke Pokrovnik (20 km od Šibenika).

## Spomenici i znamenitosti
- katedrala Sv. Jakova
- gradska vijećnica
- Kneževa palača (Muzej grada Šibenika)
- Mala lođa
- šibensko kazalište
- biskupska palača
- Samostan i crkva sv. Frane (Hrvatsko nacionalno svetište sv. Nikole Tavelića)
- Samostan i crkva sv. Luce
- Samostan i crkva sv. Lovre
- Samostan i crkva sv. Dominika
- crkva sv. Ivana
- crkva Sv. Duha
- crkva sv. Nikole
- crkva Sv. Križa
- crkva Gospe vanka grada (Porođenja Blažene Djevice Marije)
- crkva Svih Svetih
- crkva sv. Grgura (muzej)
- crkva sv. Barbare (muzej)
- crkva sv. Krševana (galerija)
- tvrđava sv. Nikole
- tvrđava sv. Mihovila
- tvrđava sv. Ivana
- tvrđava Šubićevac
- Tvrđava Barone
- šibenski gradski bedemi
- četiri bunara
- spomenik Petru Krešimiru IV.
- spomen-park Šubićevac

Šibenik se među hrvatskim gradovima ističe jedinstvenim položajem, u prostranom zaljevu na potopljenom ušću Krke, te je povezan uskim kanalom Sv. Ante, a sam ulaz u kanal čuva tvrđava sv. Ante. Na Krki je 28. kolovoza 1895. izgrađena i puštena u pogon Hidroelektrana Jaruga, druga najstarija hidroelektrana u svijetu, prva u Europi, pa je Šibenik postao prvi grad u svijetu s izmjeničnom električnom strujom i prvi u Hrvatskoj s javnom rasvjetom. U pogon je istog dana 28. kolovoza 1895. pušten i prvi izmjenični višefazni elektroenergetski sustav (proizvodnja, prijenos i distribucija). Sustav se sastojao od dva generatora (42 Hz, 550 kW), razvodnih stanica i transformatora koje je proizvela i instalirala mađarska tvrtke Ganz. Prijenosna linija iz elektrane za Grad Šibenik bila je duga 11,5 km i spojena putem drvenih stupova i električnih vodova na distribucijsku mrežu 3000 V/110 V, a uključivala je dvije razvodne i šest transformatorskih stanica na području grada Šibenika iz kojih se napajala javna rasvjeta i objekti vlasnika sustava Ante Šupuka. U spomen tomu u gradskoj jezgri su 'kandelabri' kakvi su nekad bili.
Također kao jednu od znamenitosti svakako valja istaknuti Tvrđavu Barone koja je sagrađena 1646. godine sjeveroistočno od šibenske povijesne jezgre i nekadašnjih gradskih bedema. Šibenik je grad koji ima 24 crkve, 6 samostana, 4 tvrđave, te 2851 gradskih stepenica, kao i najvećim brojem baroknih orgulja. Kao jednu od velikih atrakcija valja napomenuti i Park prirode Vransko jezero, koje je i najveće prirodno jezero u Hrvatskoj, s 256 vrsta ptica.

## Obrazovanje
Osnovne škole
- OŠ Brodarica
- OŠ Fausta Vrančića
- OŠ Jurja Dalmatinca
- OŠ Jurja Šižgorića
- Katolička osnovna škola
- OŠ Meterize
- OŠ Petra Krešimira IV.
- OŠ Tina Ujevića
- OŠ Vidici
- OŠ Vrpolje
- PŠ Ražine

Srednje škole
- Ekonomska škola
- Turističko-ugostiteljska škola
- Tehnička škola
- Gimnazija Antuna Vrančića
- Industrijsko-obrtnička škola
- Škola za obrtnička zanimanja
- Medicinska škola
- Prometno-tehnička škola
- Glazbena škola Ivana Lukačića

Visoko školstvo
- Veleučilište u Šibeniku

## Šport
Šibenik je i grad mladih i grad športa. U gradu Šibeniku športašima je na raspolaganju četrdeset športskih objekata: tri nogometna igrališta, uključujući Stadion Šubićevac, domaći teren hrvatskog prvoligaša HNK Šibenik, dva bazena (otvorenog i zatvorenog tipa) u gradskoj četvrri Crnica, višenamjenska športska dvorana na Baldekinu, devet manjih športskih dvorana, dva kompleksa teniskih igrališta, više automatskih kuglana, veslački centar u Zatonu te na obali u Šibeniku. Šibenski navijači zovu se Šibenski funcuti.
Šibenik je također grad uspješnih sportskih klubova; Košarkaški klub Šibenik sudjelovao je u završnici prvenstva bivše države u sezoni 1982./83. te je dvostruki uzastopni finalist kupa Radivoja Koraća u sezonama 1981./82. i 1982./83. Vaterpolski klub Šibenik glasio je kao jedan od najboljih klubova u bivšoj državi, a u sezoni 2006./07. igrao je u završnici kupa LEN, koju je izgubio od ruskog Sinteza iz Kazanja.
Ženski košarkaški klub Šibenik jedan je od najuspješnijih domaćih ženskih košarkaških klubova, osvojivši pet jadranskih liga, četiri kupa Vojka Herksela, četiri hrvatska prvenstva, četiri kupa Ružice Meglaj-Rimac te po jedno prvenstvo i dva kupa bivše države. Muški košarkaški klub Jolly Jadranska banka ugašen 2017. godine, bio je dvostruki uzastopni polufinalist hrvatskog prvenstva u sezonama 2011./12. i 2012./13. te finalist kupa Krešimira Ćosića u sezoni 2016./17.
Malonogometnih turnir Danilo održava se od 1994. godine i najstariji je malonogometni turnir u Dalmaciji.
ORC World Championship 2019. održano u Šibeniku bilo je drugo svjetsko prvenstvo u nekom od sportova kojem je Šibenik domaćin; prvo je bilo svjetsko juniorsko prvenstvo u vaterpolu održano 2009. godine na otvorenom bazenu u Crnici.
U Šibeniku djeluju ili su djelovali sljedeći športski klubovi:
Aikido
- Aikido klub "Šibenik"

Atletika
- Atletski klub "Šibenik"

Automobilizam
- Automobilistički klub "Mihovil" Šibenik

Badminton
- Badmintonski klub Sokol

Biciklizam
- Biciklistički klub "Faust Vrančić"
- Biciklistički klub "Fortica"

Biljar
- Biljar klub "Šibenik"

Boćanje
- Boćarski klub osoba s invaliditetom "Krka" Šibenik
- Boćarski klub "Solaris 2015"
- Boćarski klub "Croatia" Šibenik

Bodybuilding
- Bodybuilding klub veterana specijalne policije "Orcinus"

Boks
- Boksački klub "Centar"

Futsal
- Futsal klub Banzogo
- Futsal klub "Perković"
- Malonogometni klub "Zlatna Ribica"
- Malonogometni klub "Stari gradski parking" - Šibenik
- Malonogometni klub "Barutana"
- Malonogometni klub "Danilo"
- Malonogometni klub "Uskok" Biranj
- Malonogometni klub "Sportski centar Mandalina"
- Malonogometni klub "Šibenik"
- Malonogometni klub "Croatia Perković - Veterani"
- Malonogometni klub "Šubićevac 08"
- Udruga malog nogometa "Igrač više"
- Malonogometni klub "Grebaštica"
- Malonogometni klub "Rasadnik"
- Malonogometni klub "Crnica"
- Malonogometni klub "Mangan"
- Malonogometni klub "Mali Japan Ražine"
- Malonogometni klub "Dubrava"

Gimnastika
- Gimnastički klub "Dišpet"
- Klub ritmičke gimnastike "Nebo"
- Gimnastički klub "Šibenik-Dalmacija"

Hrvanje
- Hrvački klub "Šibenik"

Jahanje
- Konjički klub "Marjan"
- Udruga za terapijsko i rekreacijsko jahanje "Kraljice"

Jedrenje
- Klub jedrenja na dasci "Jadrija" Šibenik
- Jedriličarski klub "Zaton"
- Jedriličarski klub "Val" Šibenik
  - održavaju se regate s dugom tradicijom: Regata sv. Mihovila, Šibenska regata krstaša (2000.), Šibenska regata modela (1996.) te regata European Match Race Toura, od prvog izdanja natjecanja 2017.

Judo
- Judo klub "Šibenik"

Ju-jitsu
- Ju-jitsu klub "Šibenik"

Karate
- Karate klub "Osvit 1971" Šibenik
- Karate klub "Šibenik"
- Karate klub Šibenik 1066
- Karate klub osoba s invaliditetom Krka Šibenik

Karting
- Karting klub "Dubrava-Šibenik"
- Auto karting klub "Šibenik"
- Auto karting klub Baldekin Šibenik
- Karting klub "Cina Racing Kart" Šibenik
- Auto karting klub "Stari grad" Šibenik

Kickboxing
- Kickboxing klub "Dalmatino Šibenik"
- Kickboxing klub "Petar Krešimir IV" Šibenik

Košarka
- Građanski košarkaški klub "Šibenka" Šibenik
- Omladinski košarkaški klub "Dražen Petrović" Šibenik
- Košarkaški klub "Dalmatinac"
- Košarkaški klub "Galeb" - Šibenik
- Košarkaški klub Jolly JBS
- Košarkaški klub Košarkaška akademija Josip Slamić Primo
- Košarkaški klub "Akademija Anđa Jelavić" Šibenik
- Studentski košarkaški klub Šibenik
- Društvo za sport i rekreaciju ŠI-BASKET

Kuglanje
- Kuglački klub "Šubićevac" Šibenik

Motociklizam
- Motociklistički klub "Galebi" Šibenik

Nogomet
- Hrvatski nogometni klub Veteran
- Nogometni klub "Polet 2008. Zablaće"
- Nogometni klub "Škola nogometa Joso Bego" Šibenik
- Hrvatski nogometni klub Mihovil
- Hrvatski nogometni klub "Šibenik"
- NK "Metalac" (ugašen)
- GNK "Osvit" (ugašen)

Odbojka
- Odbojkaški klub "Šibenik 91" (muška sekcija)
- Odbojkaški klub "Šibenik 91" (ženska sekcija)
- Klub sjedeće odbojke "Šibenik"
- Ženski odbojkaški klub "Šibenik"

Vaterpolo
- Vaterpolski klub "Solaris"
- Vaterpolski klub "Šibenik" (ujedinjenjem s "Adriaticom" preimenovan u "Solaris")
- Ženski vaterpolski klub "Viktoria"
- Vaterpolski klub "Šibenski funcuti"
- Vaterpolski klub "Adriatic" (ujedinjenjem sa "Šibenikom" preimenovan u "Solaris")
- Omladinski vaterpolski klub "Adriatic"

Plivanje
- Plivački klub "Šibenik"
- Plivački klub osoba s invaliditetom "Riba"
- Plivački klub "More"

Rukomet
- Rukometni klub "Šibenik 2015"
- Rukometni klub "Adriatic"
- Rukometni klub "Kontra"

Tenis
- Teniski klub "Šubićevac"
- Teniski klub "Šibenik"
- Teniski klub "Nec"
- Teniski klub "Mihovil"

Ostali športovi
- Taekwondo klub "Solaris"
- Ronilački klub "Ecos"
- Konjički klub "Đovana"
- Biciklistički klub "Šibenik"
- Gimnastičko društvo "Šibenik"
- Auto-moto klub "Šibenik"
- Motociklistički klub "Iljadica Rapo"
- Ronilački klub "Šibenik"
- Veslački klub "Krka"
- Ragbi klub "Šibenik"
- Sportski ribolovni klub "Dolac"
- Šahovski klub "Šibenik"
- Snowboard klub "Fanatic"
- Bodybuilding klub "Vir"
- Stolnoteniski klub "Ping Pong"
- Sportski plesni klub "Bolero"
- Športski klub uzgajivača golubova listonoša "Listonoša"
- Ronilački klub "Roniti se mora" Šibenik

## Galerija
- Pogled na Šibenik s tvrđave Barone na Šubićevcu
- Pogled na grad s mula hotela "Krka"
- Stari grad
- Tvrđava sv. Mihovila
- Pogled s tvrđave sv. Mihovila
- Katedrala sv. Jakova
- Detalji sa šibenske katedrale
- Skulpture glava na katedrali
- Gradska vijećnica na Trgu Republike Hrvatske
- Kneževa palača
- Topovi ispred gradskog muzeja na rivi
- Šibenski most
- Pogled na Šibenik s tvrđave sv. Mihovila
- Riva
- Povijesna postrojba šibenske gradske straže na jednoj smotri
- Vinoplod vinarija Šibenik u dijelu grada Bioci

## Gradovi prijatelji
| Gradovi prijatelji                                                          | Gradovi prijatelji                   | Predložena prijateljstva | Povelja o prijateljstvu                     |
| Voiron Herford San Benedeto del Tronto Civitanova Marche Bassano del Grappa | Veszprem Humenné Vukovar Sinj Trogir |                          | Biograd na Moru Knin Nin Solin Tomislavgrad |

## Priznanja
- Britanski The Guardian 2018. godine proglasio je Šibenik najboljim gradom za život uz more u južnoj Europi.[109]

## Zanimljivosti
- Riječ »Šibenik« na ukrajinskome jeziku znači: »vragolasti dječak«.[110]

## Vanjske poveznice
- Službene stranice Grada Šibenika

|  | Portal Hrvatske: pristup člancima s tematikom o Hrvatskoj |